# Go-Komatsu
Go-Komatsu (jap. 後小松天皇 Go-Komatsu tennō; ur. 1 sierpnia 1377, zmarł 1 grudnia 1433) — 100. cesarz Japonii i 6. pretendentem do tronu, według tradycyjnego porządku dziedziczenia. Był on znany jako 6. cesarz Dworu północnego w okresie Namboku-cho sporów dynastycznych w latach 1331/92.

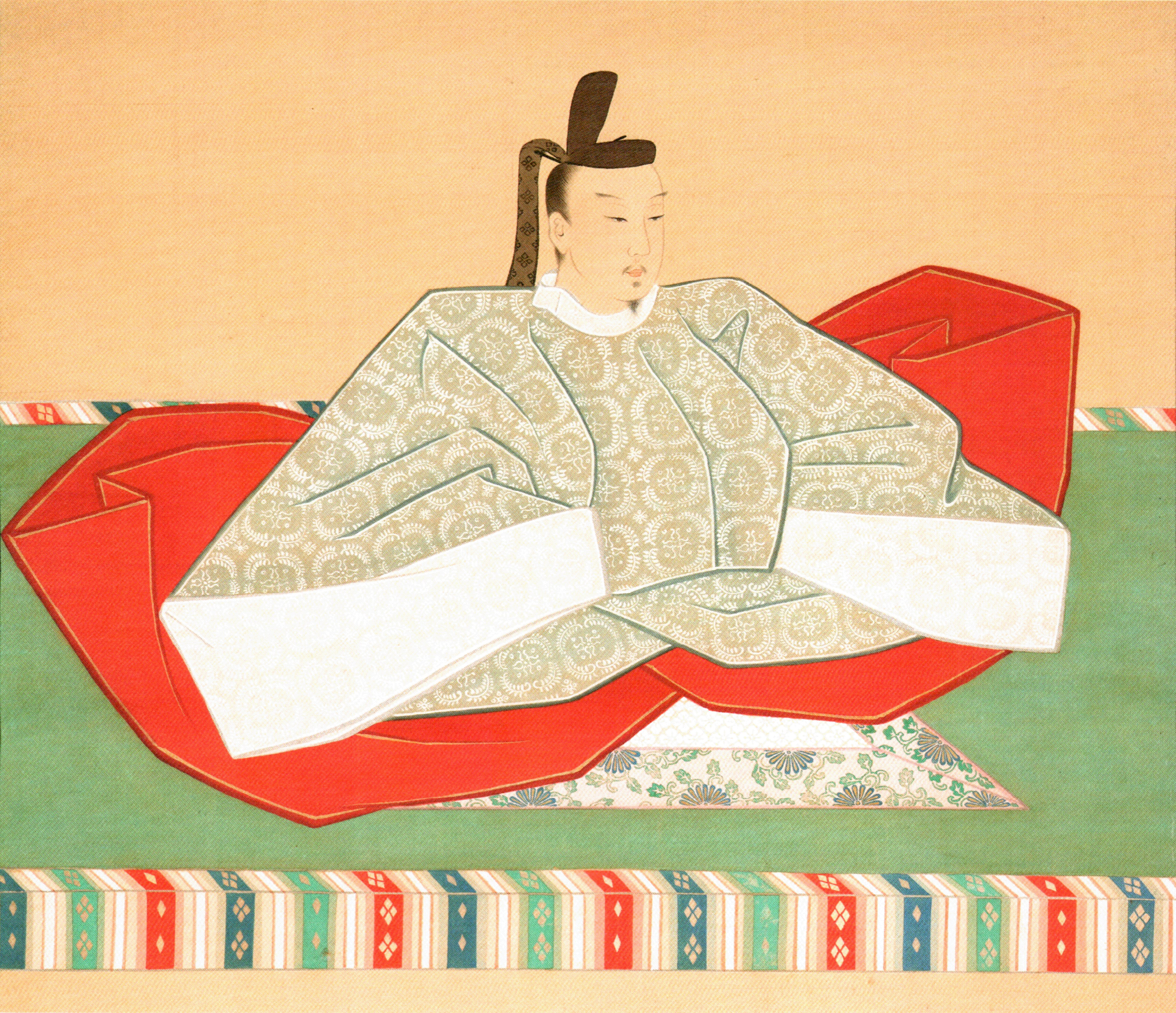

Przed wstąpieniem na tron nosił imię książę Motohito (jap. 幹仁親王 Motohito-shinnō).
Go-Komatsu panował w latach 1382 1392 – 1412.
W 24 maja 1382 roku został uznany za następcę tronu. Koronowany na cesarza po abdykacji Go-Kameyama w dniu 21 października 1392 roku. Panował do 5 października 1412 roku. Abdykował na rzecz Shōkō.
Mauzoleum cesarza Go-Komatsu znajduje się w Kioto. Nazywa się ono Fukakusa no kita no misasagi.